# 백설공주에게 죽음을-Black Out
《백설공주에게 죽음을-Black Out》은 2024년 8월 16일부터 2024년 10월 4일까지 방송된 MBC 금토 드라마로 독일 추리 소설가 넬레 노이하우스(Nele Neuhasus)의 동명 소설을 원작으로 극화한 것이다. 노이하우스가 쓴 소설 중에 가장 인기 있는 작품으로 아시아, 태평양, 유럽, 아메리카 등 전 세계 50여 개국에서 널리 평가를 높이 하는 작품이다.

## 기획의도
시신이 발견되지 않은 미스터리한 살인 사건의 범인으로 지목돼 살인 전과자가 된 청년이 10년 후 그날의 진실을 밝히는 과정을 담은 역추적 범죄 스릴러 드라마

## 제작진

### 제작사
- 히든시퀀스
- 래몽래인

### 제작
- 이재문
- 김동래

### 극본
- 서주연 : OCN 《구해줘 2》(집필) 집필

### 연출
- 변영주

## 등장 인물
- (†) 표시는 드라마 상에서 최종적으로 사망한 인물이다.

### 주요 인물
- 변요한 : 고정우 역[1]
- 고준 : 노상철 역
- 고보결 : 최나겸 역
- 김보라 : 하설 역

### 수오 가족
- 권해효 : 현구탁 역
- 이가섭 : 현수오 역(생존) / 현건오 역 (†)

### 예영실 부부
- 배종옥 : 예영실 역
- 공정환 : 박형식 역[2](†)

### 정우 가족
- 김미경 : 정금희 역
- 안내상 : 고창수 역 (†)

### 정우의 친구들
- 이태구 : 양병무 역
- 이우제 : 신민수 역
- 장하은 : 심보영 역 (†)
- 한소은 : 박다은 역 (†)

### 마을 사람들
- 조재윤 : 심동민 역
- 박미현 : 이재희 역
- 차순배 : 양흥수 역
- 이두일 : 신추호 역 (†)
- 이정은 : 김정숙 역

### 그 외 인물
- 장원영 : 김희도 역

### 기타 인물
- 미상 : 박다은의 어머니 역
- 박재철 : 최나겸의 매니저 역
- 진희경 : 최나겸의 소속사 대표 역
- 한진희 :  황비서 역
- 미상 : 옷가게 사장 역
- 미상 : 주유소 사장 역
- 미상 : 피해자 할머니 역
- 김그림 : 김지선 역 - 예영실의 보좌관
- 이미윤 : 고정우의 고등학교 시절 담임 교사 역
- 유채온 : 여진 역 - 박형식의 담당 환자
- 미상 : 사고 목격자 역
- 조윤희 : 수오와 건오의 어머니 역

### 특별출연
- 박해준 : 박현근 역 - 정우의 재심을 도와준 변호사

## 시청률
최저 시청률과 최고 시청률은 시청률 조사회사와 지역별로 시청률에 차이가 있을 수 있습니다.
| 2024년 | 2024년   | 2024년         | 2024년       |
| 회차   | 방송일   | AGB 시청률     | AGB 시청률   |
| 회차   | 방송일   | 대한민국(전국) | 서울(수도권) |
| ------ | -------- | -------------- | ------------ |
| 제1회  | 8월 16일 | 2.8%           | 2.6%         |
| 제2회  | 8월 17일 | 2.7%           | -            |
| 제3회  | 8월 23일 | 4.6%           | 4.4%         |
| 제4회  | 8월 24일 | 4.4%           | 3.8%         |
| 제5회  | 8월 30일 | 5.1%           | 4.7%         |
| 제6회  | 8월 31일 | 4.8%           | 4.2%         |
| 제7회  | 9월 6일  | 5.7%           | 5.7%         |
| 제8회  | 9월 7일  | 6.4%           | 6.1%         |
| 제9회  | 9월 13일 | 6.5%           | 6.4%         |
| 제10회 | 9월 20일 | 6.1%           | 5.9%         |
| 제11회 | 9월 21일 | 8.7%           | 8.5%         |
| 제12회 | 9월 27일 | 7.9%           | 7.5%         |
| 제13회 | 9월 28일 | 8.6%           | 8.2%         |
| 제14회 | 10월 4일 | 8.8%           | 8.2%         |

## 참고 사항
- 제작 초기에는 원작과 같은 《백설공주에게 죽음을》이라는 제목이었으나 《블랙아웃》으로 변경되었다가 두 이름을 합쳐서 《백설공주에게 죽음을-Black Out》으로 최종 결정되어 변경 되었다.

## 수상
- 2024년 MBC 연기대상 남자 신인상 (이가섭)
- 2024년 MBC 연기대상 남자 조연상 (조재윤)
- 2024년 MBC 연기대상 여자 조연상 (김미경)
- 2024년 MBC 연기대상 베스트 액터상 (변요한)
- 2024년 MBC 연기대상 베스트 캐릭터상 (권해효)

## 같이 보기
- 대한민국의 텔레비전 드라마 목록 (ㅂ)
- 2024년 대한민국의 텔레비전 드라마 목록